# WordPerfect
WordPerfect (WP) ist ein Textverarbeitungsprogramm, das von Satellite Software International (ab 1986 als WordPerfect Corporation) aus Orem, Utah entwickelt und vermarktet wurde. Bis Anfang der 1990er-Jahre stellte WordPerfect de facto den „Textverarbeitungsstandard“ für DOS-Computer dar und verdrängte das zuvor populäre WordStar.

## Besonderheiten
Was WordPerfect von einigen Textverarbeitungsprogrammen grundsätzlich unterscheidet, sind die Steuerzeichen. Jeder Befehl, der innerhalb eines Dokuments vom Nutzer verwendet wird, ist durch ein Steuerzeichen jederzeit erkennbar und auch nachträglich veränderbar. Hierfür lässt sich in das Fenster der Anwendung das Steuerzeichenfenster ein- und ausblenden. Wird beispielsweise ein Wort in der Auszeichnung „fett“ dargestellt, so war dies im Steuerzeichenfenster durch ein von einer Pfeilform umrandetes Wort „Fett“ vor und nach dem in Fettschrift dargestellten Text markiert, wobei die jeweiligen Pfeilspitzen anzeigen, wo der Befehl beginnt und wo er endet. Auch gilt bei WordPerfect der Grundsatz, dass ein Befehl so lange aktiv blieb, bis er wieder durch den Nutzer aufgehoben bzw. ausgeschaltet wird. Durch diese eindeutige Programmbedienung und Darstellung hat der Nutzer jederzeit den Überblick über das Programmverhalten.
Ferner bietet das Programm ab der Version 6 ein echtes WYSIWYG. Zwar gibt es in Anlehnung an Microsoft Word noch eine Druckbildvorschau, doch ist diese bei WordPerfect überflüssig, da die Bildschirmdarstellung immer exakt das Druckergebnis zeigt. Ebenfalls eine Besonderheit ist die Abwärts- und Aufwärtskompatibilität mit anderen Versionen dieses Programms.
WordPerfect ist kompatibel mit über 60 Dateiformaten, sodass alle gängigen Textdateien damit bearbeitet werden können. Ausgeliefert wird es nur noch als Teil der Office-Suite von Corel, welche neben dem Textverarbeitungsprogramm auch die Tabellenkalkulationen Quattro Pro, Präsentation und Grafik, Email- und Organizer-Hilfen umfasst, sowie mit WordPerfect Blitz ein Programm zum Sammeln verschiedener Elemente in einer Datei bietet.

## Geschichte

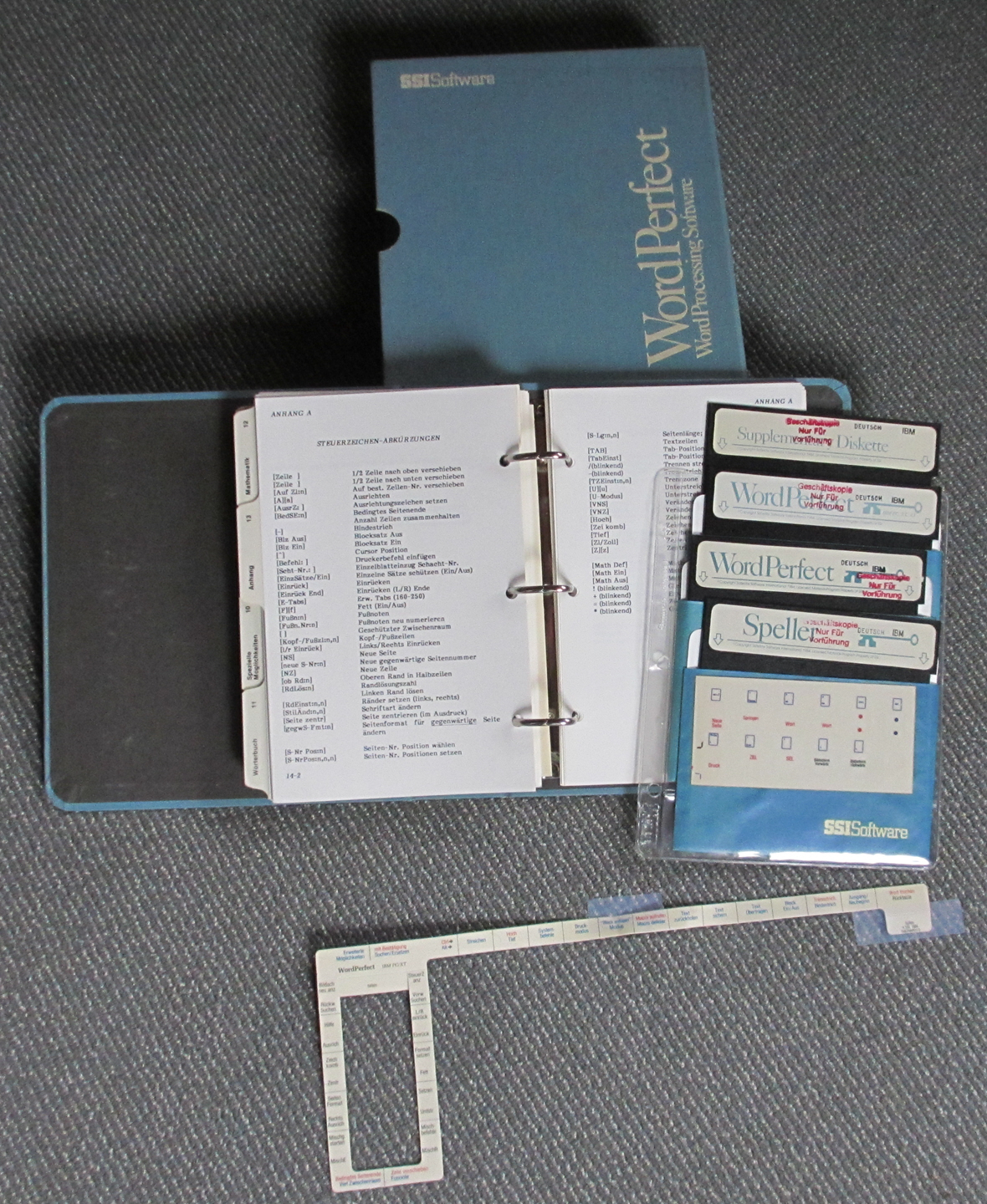
Handbuch, 5,25″-Diskettensatz und Tastaturschablone für die damalige PC-Tastatur, bei der die F-Tasten noch links außen angeordnet waren. Die kleinen Aufkleber in dem untersten Disketten„fach“ konnten auf die Umschalt-, Alt- und Strg-Tasten geklebt werden, um so durch die Farben eine bessere Orientierung auf der Tastatur zu finden.

Die Informatiker Bruce Bastian (1948–2024) und Alan Ashton schrieben die erste Version von WordPerfect 1979 für einen Minicomputer von Data General. Bastian war seinerzeit Student an der Brigham Young University in Provo (Utah, USA). Sein Programmierstil bei der Entwicklung einer Software, die eine in einem Sportstadion spielende Musikkapelle auf dem Bildschirm zeigen sollte, fiel seinem Professor Alan Ashton auf, was schließlich zur Zusammenarbeit und zur Entwicklung der WordPerfect-Urversion führte. Ein Jahr später gründeten die beiden Satellite Software International (SSI) und verkauften ihr Programm als „SSI*WP“, das aufgrund des Erfolges von WordStar später umbenannt wurde. Im November 1982 erschien schließlich die erste Version von WordPerfect für den IBM PC. Zum Starten des Programmes, welches auf einer 5,25-Zoll-Diskette geliefert wurde, musste aus Gründen des Kopierschutzes jedes Mal die sogenannte Schlüssel-Diskette, auf der sich auch das Programm selbst befand, in das Diskettenlaufwerk eingelegt werden. Dem Programmpaket lagen drei weitere Disketten bei: eine enthielt das Programm, welches auf einem PC mit einer CGA-Farbgrafikkarte samt Farbmonitor lauffähig war. Unterstreichungen oder kursive Schrift wurden dann im Text auf dem Bildschirm in jeweils einer anderen Farbe und weder unterstrichen noch kursiv dargestellt. Es gab zudem eine „Speller“-Disk (Wörterbuch zur Rechtschreibkorrektur) und eine „Supplementary“-Disk, auf der sich unter anderem ein Programm zum eigenhändigen Modifizieren der mitgelieferten Druckertreiber befand. Der IBM-kompatible PC musste über mindestens 128 KB RAM und idealerweise zwei 5,25-Zoll-Diskettenlaufwerke mit jeweils 360 KB Lesekapazität verfügen: ein Laufwerk für die KeyDisk, das andere für die Speller-Disk.
1986 änderte SSI seinen Namen in „WordPerfect Corporation“. Zur gleichen Zeit löste WordPerfect das bis dahin dominierende MicroPro WordStar als das weltweit am weitesten verbreitete Textverarbeitungssystem ab, bevor es selbst ab 1992 von Microsoft Word binnen anderthalb Jahren von der Spitze verdrängt wurde.

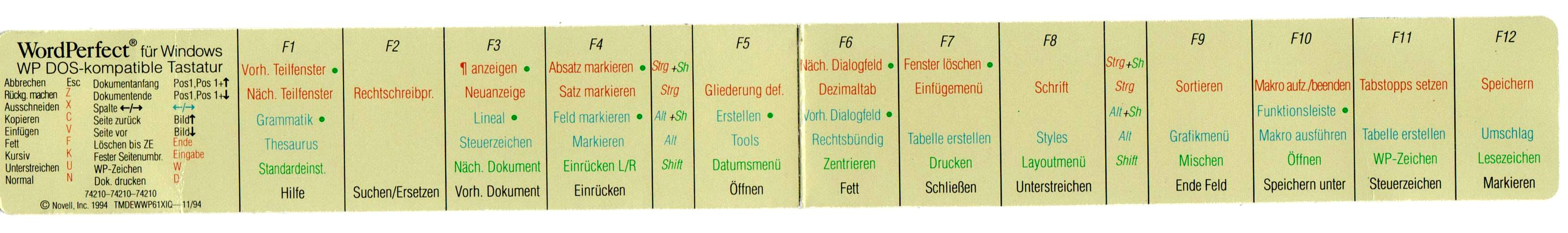
Tastatur-Schablone für die erste Version von WordPerfect für Windows. Vergleichbare, selbstverständlich den entsprechenden Programmfunktionen angepasste Schablonen lagen auch der weiteren Software der WordPerfect Corp. bei. Also PlanPerfect, Library, DataPerfect etc.

Zu DOS-Zeiten war WordPerfect quasi Textverarbeitungsstandard und insbesondere an Universitäten aufgrund seines riesigen Funktionsumfangs und seiner weitestgehenden Freiheit von Programmfehlern (Bugs) weitverbreitet. Gesteuert wurde die Software über Kombinationen von ⇧ , Alt und Strg mit einer Funktionstaste (z. B. ⇧  + F7 für das Druckmenü). Eine Tastaturschablone, die mit dem Programm geliefert wurde und oberhalb der Funktionstasten auf die Tastatur geklebt wurde, half Anfängern, sich schnell mit den Tastaturkürzeln zurechtzufinden. Erst in Version 5 wurde eine Menüleiste eingefügt, die mit der Alt-Taste aktiviert werden konnte. In Version 5.1 war WordPerfect sehr verbreitet. Die Version WordPerfect 6.0 war eine der ersten vollgrafischen Anwendungen unter DOS, und so ließen sich auch Formatierungen und Grafiken direkt anzeigen und bearbeiten. DOS wurde als Betriebssystem jedoch immer unbeliebter und so verkaufte sich die Software immer schlechter. Es gab wohl noch einige populäre Windows-Versionen (z. B. Version 6.1), doch Word dominierte seit Windows 3.1 zusehends den Markt. Ein Grund hierfür war auch, dass auf neuen PCs gemeinsam mit dem Betriebssystem Windows häufig auch schon Word vorhanden war.
Nach der Übernahme der WordPerfect Corporation durch Novell im Juni 1994 und dem Weiterverkauf an Corel im Januar 1996 war es lange Zeit fraglich, ob sich WordPerfect überhaupt am Markt halten könnte. Es folgten die Versionen 7, 8 und 9, die sich insgesamt aber nur sehr schlecht verkauften.
Ab der Version 11 versucht die Firma Corel nun erneut Marktanteile zu gewinnen, und es erschienen wieder in regelmäßigen Abständen neue Versionen und Updates.
Seit dem Marktstart der Version 12 (Juni 2004) sieht es so aus, als habe Corel sein Produkt WordPerfect Office (enthält die Textverarbeitung WordPerfect, die Tabellenkalkulation Quattro Pro und das Präsentations- und Grafikprogramm Presentations) zumindest als Nischenprodukt sicher etabliert. Version 12 bietet nach Wahl zusätzlich zu der normalen WordPerfect-Bedienoberfläche eine Benutzeroberfläche, die entweder dem augenblicklichen Quasistandardprogramm MS-Word gleicht oder der vor Jahren weitverbreiteten DOS-Version von WordPerfect entspricht.
Neben der Standard-Version (die mit Upgrade bezeichnet ist, zum Upgrade berechtigt sind sämtliche Produkte von Corel, aber auch Konkurrenzprodukte wie das Microsoft Office) wird besonders bei eBay häufig eine OEM-Version angeboten. Im Gegensatz zur Vollversion fehlen dieser die Zugaben, beispielsweise Cliparts oder TrueType-Schriftarten. Außerdem ist der Support für diese Version eingeschränkt. So ist u. a. die Installation des Service Packs 2 mit der OEM-Version nicht möglich; allerdings hat Corel inzwischen auf die harsche Kritik seitens der Anwender reagiert und ein Service Pack 3 herausgebracht, das sich auch mit OEM-Versionen installieren lässt. Ferner ist eine vollumfängliche Version für Schüler, Studenten und Lehrkräfte zu einem stark ermäßigten Preis (aber ohne gedrucktes Handbuch) erhältlich (sogenannte SSL-Version). Überhaupt werden für Bildungseinrichtungen eine Vielzahl unterschiedlicher Gruppenangebote offeriert, günstiger als das Microsoft Office.

## Aktuelle Versionen
Zu WordPerfect 12 wurde die Benutzeroberfläche modernisiert, die jetzt auch Windows-Themes unterstützen soll. Außerdem besteht ab X3 die Möglichkeit, PDF-Dateien sofort zu öffnen. Komplexere Layouts werden dabei jedoch nicht erhalten. Aus den einschlägigen Newsgroups geht allerdings hervor, dass die Benutzer mit der neuen Version nicht zufrieden sind. Unter anderem wird kritisiert, dass Bugs aus Vorversionen nicht behoben wurden und auch die Kompatibilität zu Produkten wie Microsoft Word nicht wesentlich verbessert wurde.
Auch in der im April 2008 erschienenen Version 14 (offiziell X4 genannt, nur in englischer – inzwischen auch französischer – Sprache verfügbar) wurden außer einer Verbesserung der Import- und Export-Funktionen für das Format PDF und der Möglichkeit, nunmehr auch Texte im OpenDocument- und Open-XML-Format einzulesen, aber nicht speichern zu können, keine nennenswerten Neuerungen eingeführt. Seit der Version 2020 ist WordPerfect Office auch in der Lage, Dateien im OpenDocument-Format zu speichern.

## Versionsübersicht
Für DOS:
- 1982 WordPerfect 2.2
- 1983 WordPerfect 2.21
- 1983 WordPerfect 2.23
- 1983 WordPerfect 2.24
- 1983 WordPerfect 2.3
- 1983 WordPerfect 3.0
- 1984 WordPerfect 4.0
- 1986 WordPerfect 4.2
- 1988 WordPerfect 5.0
- 1989 WordPerfect 5.1
- 1993 WordPerfect 5.1 Plus
- 1993 WordPerfect 6.0
- 1995 WordPerfect 6.1
- 1997 WordPerfect 6.2

Für Amiga
- 1987 WordPerfect 4.1

Für Atari ST
- 1987 WordPerfect 4.1
- 1991 WordPerfect 5.0

Für Apple II:
- 1985 WordPerfect 1.0
- 1986 WordPerfect 2.0

Für Apple Macintosh:
- 1988 WordPerfect 1.0
- 1990 WordPerfect 2.0
- 1993 WordPerfect 3.0
- 1995 WordPerfect 3.5
- 1997 WordPerfect 3.5e

Für NeXT Computer:
- 1991 WordPerfect 1.0.1

Für Windows:
- 1991 WordPerfect 5.1
- 1992 WordPerfect 5.2
- 1993 WordPerfect 6.0
- 1994 WordPerfect 6.1 (als Teil von Novell PerfectOffice 3.0, ab 1996: Corel PerfectOffice 3.0)
- 1996 WordPerfect 7.0 (als Teil von Corel WordPerfect Suite 7.0)
- 1997 WordPerfect 8.0 (als Teil von Corel WordPerfect Suite 8.0)
- 1999 WordPerfect 9.0 (als Teil von Corel WordPerfect Office 2000)
- 2001 WordPerfect 10.0 (als Teil von Corel WordPerfect Office 2002)
- 2003 WordPerfect 11.0 (als Teil von Corel WordPerfect Office 2003)
- 2004 WordPerfect 12.0 (als Teil von Corel WordPerfect Office 12)
- 2006 WordPerfect 13.0 (als Teil von Corel WordPerfect Office X3)
- 2008 WordPerfect 14.0 (als Teil von Corel WordPerfect Office X4)
- 2010 WordPerfect 15.0 (als Teil von Corel WordPerfect Office X5)
- 2012 WordPerfect 16.0 (als Teil von Corel WordPerfect Office X6)
- 2014 WordPerfect 17.0 (als Teil von Corel WordPerfect Office X7)
- 2016 WordPerfect 18.0 (als Teil von Corel WordPerfect Office X8)[3]
- 2018 WordPerfect 19.0 (als Teil von Corel WordPerfect Office X9)
- 2020 WordPerfect 20.0 (als Teil von Corel WordPerfect Office 2020)
- 2021 WordPerfect 21.0 (als Teil von Corel WordPerfect Office 2021)

Mit der Version 6.1 von 1994 wurde der Vertrieb der Windows-Version von WordPerfect als Einzelprogramm eingestellt. WordPerfect für Windows ist nur als Bestandteil einer kompletten Büro-Suite erhältlich. Die Programme in der Suite unterscheiden sich je nach Version, fest enthalten sind aber immer die Textverarbeitung WordPerfect, die Tabellenkalkulation Quattro Pro, das Präsentations- und Grafikprogramm Presentations und ab der Version X3 auch WordPerfect Mail, ein Personal Information Manager mit E-Mail-, Adressbuch- und Kalenderfunktionen ähnlich wie Microsoft Outlook.
Für Linux:
- 1996 WordPerfect 6.0
- 1999 WordPerfect 8.1
- 2000 WordPerfect 9.0